# Afgoi
Afgoi (in somalo Afgooye) è una città della Somalia, appartenente alla regione del Basso Scebeli e capoluogo dell'omonima provincia.

## Collocazione geografica
Afgoi è situata 25 km a ovest della capitale Mogadiscio. Si trova sul fiume Uebi Scebeli, che ne attraversa il centro.

## Storia
Nel Medioevo Afgoi e gran parte della zona circostante della Somalia meridionale erano governate dallo Stato Ajuuraan. Successivamente la città passò sotto l'amministrazione del Sultanato di Geledi nel XIX secolo. È all'incirca da questo periodo che si tiene ogni anno ad Afgoi il festival di arti marziali Istunka.
All'inizio del XX secolo Afgoi fu inclusa nella Somalia italiana. Gli italiani occuparono la città nel 1908 e contestualmente abolirono il mercato di schiavi che ivi si teneva.
In epoca coloniale la città era attraversata dalla linea ferroviaria Mogadiscio – Villaggio Duca degli Abruzzi.
Negli Anni 1980 la città divenne meta frequente degli investitori stranieri provenienti dai paesi del Golfo Persico, in particolare l'Emiro del Kuwait soleva farvi visita durante il Ramadan.
Dopo l'inizio della guerra civile somala nel 1991, parti della città divennero luoghi di rifugio per molti sfollati della Somalia meridionale.
Il 25 maggio 2012 l'esercito somalo, sostenuto dalle forze dell'AMISOM, ha ripreso la città scacciando i terroristi di Al-Shabaab, che avevano stabilito una base nell'area. Non sono state riportate perdite civili nell'offensiva. La liberazione della città è considerata una vittoria significativa, dato che Afgoi dava ai guerriglieri accesso diretto a Mogadiscio.

## Società

### Evoluzione demografica
Nel 2005 la popolazione di Afgoi era di 65 461 abitanti. La città è abitata da numerosi clan somali, e da alcune minoranze. I gruppi prevalenti sono i Digil e i Mirifle, sottoclan dei Rahanweyn, i Wacdaan Cismaan sottoclan dei Mudulood, e i clan Loobage, Gaaljiecel e Garre.

## Geodesia
Afgoi è un datum geodetico della Somalia.